# Mot jòquer
Un mot jòquer, és aquella paraula que pot ser emprada amb nombrosos significats i, per tant, no té prou precisió lèxica com per a ser utilitzada en un registre formal amb un nivell de la llengua estàndard o culta.

## Exemples[1][2]
- Fer (substituïble per fabricar, practicar i molts altres depenent del context).
- Cosa (cal dir el nom exacte de l'objecte o l'assumpte al qual hom està referint-se)
- Fotre (menjar, molestar, copular, fer l'amor…)
- Dir
- Tenir

Un mot jòquer per excel·lència és daixò i variants: dallò, daixonses, dallonses...